# Boy George
Boy George (tên khai sinh: George Alan O'Dowd; sinh ngày 14/6/1961) là nam ca sĩ, DJ, nhà thiết kế thời trang người Anh Quốc. Ông là ca sĩ hát chính của ban nhạc Culture Club. Trong thời kỳ đỉnh cao những năm 1980, nhóm đã ra mắt những ca khúc nổi tiếng toàn cầu như "Karma Chameleon", "Do You Really Want to Hurt Me" và "Time (Clock of the Heart)".

## Sự nghiệp

### Thời thơ ấu
Boy George sinh ra tại bệnh viện Barnehurst, Kent, Anh vào năm 1961. Cha mẹ ông là người Ireland.

## Danh sách album
- Sold (1987)
- Tense Nervous Headache (1988)
- Boyfriend (1989)
- The Martyr Mantras (1991)
- Cheapness and Beauty (1995)
- The Unrecoupable One Man Bandit (1999)
- U Can Never B2 Straight (2002)
- Yum Yum (2004)
- Ordinary Alien (2010)
- This Is What I Do (2013)